# Dansk Dekommissionering
Dansk Dekommissionering (DD) er en statslig virksomhed under Uddannelses- og Forskningsministeriet og har til opgave at afvikle reaktorerne og forsøgsanlæggene fra det tidligere Forskningscenter Risø. Alle bygninger, anlæg og arealer skal renses til "greenfield," dvs. at der ikke længere er radiologiske restriktioner for brugen.   
DD har desuden landets eneste modtagestation for radioaktivt affald og brugte radioaktive kilder fra hospitaler, laboratorier og industri. Virksomheden bidrager til Uddannelses- og Forskningsministeriets arbejde med at finde en langsigtet løsning for det radioaktive affald i Danmark. Ifølge en folketingsbeslutning B 90 fra 2018 skal DD oplagre det radioaktive affald indtil senest 2073, hvor en permanent opbevaringsløsning skal være på plads.  